# مدال خدمات برجسته ناسا
مدال خدمات برجسته ناسا (انگلیسی: NASA Distinguished Service Medal) بالاترین جایزه اعطایی توسط سازمان ملی ناسا در ایالات متحده آمریکا است. این مدال ممکن است به هر عضو دولت فدرال، از جمله فضانوردان نظامی و کارکنان غیرنظامی که معرفی شده‌اند اعطا گردد.

## دریافت کنندگان

### ۱۹۵۹
- جان دبلیو کراولی جونیور (جایزه اول)[۱]

### ۱۹۶۱
- آلن شپارد (۸ مه ۱۹۶۱)
- گاس گریسوم (۲۲ ژوئیه ۱۹۶۱)

### ۱۹۶۲
- جان گلن
- اسکات کارپنتر
- والی شیرا (۱۵ اکتبر ۱۹۶۲)
- فارست اس پترسن[۲] – نورث امریکن ایکس-۱۵ خلبان

### ۱۹۶۳
- گوردون کوپر[۳]

### ۱۹۶۵
- والی شیرا (۳۰ دسامبر ۱۹۶۵)

### ۱۹۶۸
- جیمز ای وبب

### ۱۹۶۹
- ویلیام آندرس
- فرانک آ. بوگارت
- کارول اچ. بولندر
- فرانک بورمن
- رابرت ای. بوردو
- یوجین سرنان
- راجر بی. چافی
- جان اف. کلارک
- ریموند ال. کلارک
- اوزرو ام. کاوینگتون
- کورت اچ دبوس
- ماکسیم آ. فاجت
- رابرت آر. گیلروث
- هری اچ گورمن
- گاس گریسوم
- هانس اف.گرون
- جرج اچ هیج
- وسلی ال. هیورنویک
- لی بی جیمز
- دیوید ام. جونز
- کنت اس. کلاینکشت
- کریستوفر سی کرافت
- جیم لوول
- جرج لو
- چارلز دبلیو. متیوز
- الکساندر ای. مک کول
- جیمز مک‌دیویت
- جسی ال میچل
- جرج ای. مولر
- جان ای. ناگل
- ادموند اف اوکانر
- روکو آ. پترون
- ساموئل سی فیلیپس
- جوزف پرسل
- ابرهارد اف ام ریس
- لودی جی ریچارد
- آرتور رودولف
- جولیان دبلیو شیر
- ویلیام سی اشنایدر
- راستی شوایکارت
- دیوید اسکات
- رابرت سی سیمنز
- ویلیس اچ. شاپلی
- آلبرت اف سیپرت
- دیک اسلایتون
- توماس استافورد
- جرالد ام تروسزینسکی
- ورنر فون براون
- هرمان کی ویدنر
- ادوارد هیگینز وایت
- جان جی ویلیامز
- جان یانگ

### ۱۹۷۰
- باز آلدرین
- نیل آرمسترانگ
- آلن بین
- مایکل کولینز (فضانورد)
- پیت کنراد
- ریچارد اف گوردن جونیور
- فرد هایسه
- جیم لوول
- Thomas O. Paine
- جک سویگرت

### ۱۹۷۱
- Charles J. Donlan
- جیمز بنسن اروین
- Vincent L. Johnson
- Walter J. Kapryan
- Eugene F. Kranz
- Bruce T. Lundin
- Glynn S. Lunney
- جیمز مک‌دیویت
- ادگار میچل
- Bernard Moritz
- دیل دی. مایرز
- Oran W. Nicks
- استوارت روسا
- دیوید اسکات
- آلن شپارد
- Sigurd A. Sjoberg
- John W. Townsend
- آلفرد وردن

### ۱۹۷۲
- چارلز دوک
- Paul Werner Gast
- William R. Lucas
- هانس مارک
- کن متینگلی
- Richard C. McCurdy
- William T. Pecora
- Dan Schneiderman
- جان یانگ

### ۱۹۷۳
- George W. S. Abbey
- آلن بین
- Leland F. Belew
- Charles A. Berry
- Aleck C. Bond
- Anthony J. Calio
- یوجین سرنان
- Aaron Cohen
- پیت کنراد
- Richard W. Cook
- John H. Disher
- Paul C. Donnelly
- رونالد اوانز
- Arnold W. Frutkin
- آون کی گاریوت
- Ernst D. Geissler
- Roy E. Godfrey
- Robert H. Gray
- George B. Hardy
- Robert C. Hock
- William P. Horton
- S. Neil Hosenball
- Roy P. Jackson
- Richard S. Johnston
- جوزف پی کروین
- James E. Kingsbury
- Jack A. Kinzler
- Kenneth S. Kleinknecht
- Joseph N. Kotanchik
- Chester M. Lee
- William E. Lilly
- جک آر لوزما
- Owen G. Morris
- Rocco A. Petrone
- Isom A. Rigell
- Miles Ross
- George T. Sasseen
- هریسون اشمیت
- William C. Schneider
- Richard G. Smith
- Howard W. Tindall
- پل جی وایتز

### ۱۹۷۴
- Donald D. Buchanan
- جرالد پی کار
- Walker E. Giberson
- ادوارد گیبسون
- Charles F. Hall
- Robert L. Krieger
- دیل دی. مایرز
- ویلیام آر پوگ
- Norman Pozinsky
- Martin L. Raines
- Lee R. Scherer
- John M. Thole
- Robert F. Thompson

### ۱۹۷۵
- ونس براند
- Robert H. Curtin
- M. P. Frank
- Donald P. Hearth
- Chester M. Lee
- Glynn S. Lunney
- Joseph B. Mahon
- Ellery B. May
- John L. McLucas
- William Nordberg
- George F. Page
- دیک اسلایتون
- توماس استافورد
- David Williamson

### ۱۹۷۶
- Charles J. Donlan
- Isaac T. Gillam
- Charles R. Gunn
- William M. Lohse
- Charles W. Mathews
- John J. Neilon
- Leonard Roberts
- William R. Schindler

### ۱۹۷۷
- Edgar M. Cortright
- Malcolm R. Currie
- James C. Fletcher
- Noel W. Hinners
- Leonard Jaffe
- Harriett G. Jenkins
- Robert S. Kraemer
- Bruce T. Lundin
- هانس مارک
- James S. Martin
- John E. Naugle
- Henry W. Norris
- A. Thomas Young

### ۱۹۷۸
- Kenneth R. Chapman
- Duward Crow
- Robert H. Curtin
- Marvin L. McNickle
- دیوید اسکات
- میلتون اورویل تامسون
- Gerald M. Truszynski

### ۱۹۸۱
- رابرت کریپن[۴]
- Paul C. Donnelly

### ۱۹۹۲
- Berrien Moore III
- Mark Albrecht

### ۱۹۹۵
- Dr. Charles J. Pellerin

### ۱۹۹۶
- Gerald M. Smith

### ۲۰۰۰
- No awards

### ۲۰۰۱
- جک بروکس
- کلود نیکولیه
- کورتنی استات
- جیمز اس واس[۵]
- جوزف فیلیپ لوفتوس

### ۲۰۰۲
- اسکات ئی پارازینسکی

### ۲۰۰۳
- کالپانا چاولا
- ویلیام سی. مک‌کول[۶]
- Axel Roth[۷]

### ۲۰۰۴
- لات دبلیو برنتلی جونیور
- جی اسکات هابارد
- اد لو

### ۲۰۰۷
- داگلاس هندریکسن[۸]

### ۲۰۰۸
- والتر کانیگهام
- دان اف آیزل
- Fuk Li
- والی شیرا
- ای. مایلز استندیش
- ریچارد سانسری

### ۲۰۰۹
- کریستوفر اسکولیز[۹]
- استفانی ویلسون

### ۲۰۱۰
- David K. Alonso
- اسکات آلتمن
- جان ام گرانسفلد
- Kenneth M. Ford
- Jeffrey M. Hanley
- John T. James
- Suresh M. Joshi
- William H. Kinard
- Steven J. Ostro
- مارک ال پولانسکی
- فردریک دبلیو استورکو
- Jacob Trombka
- دیوید ولف

### ۲۰۱۱
- استیون رابینسن
- Richard Mushotzky
- Daniel McCleese
- Richard Fisher
- استفانی ویلسون
- James E. Fesmire

### ۲۰۱۲
- فرانک جی بنز[۱۱]
- بایرون باتلر
- سام وی دیجسو
- کریستوفر جی فرگوسن
- دیوید سی. فولتا
- مایکل ئی. فوسام
- مارک کلی
- Alan J. Lindenmoyer
- David M. Martin[۱۲]
- آن مک نیر
- رابرت آر مایر
- مارتین جی. ملینزاک
- فیلیپ ای. فیلیپس[۱۲]
- کریگ ال پردی
- دانیل سی ردا
- جوزف ساوینو
- فیلیپ آ. سابلهاوس
- پیتر جی. سرلمیتسوس
- رابرت ام استفنز
- مایکل تی سافردینی
- ریچارد زورک

### ۲۰۱۶
- جیمز او. آرنولد
- پری ال. بکر
- جری بوخهولتز
- ریکی دبلیو باتلر
- ادوارد آر. تعمیم
- لیندا ام. جنسن
- جک کینگ
- جنیفر سی کونز
- مایکل اف اوبراین
- ویلیام اوگرل
- پاتریک شوئرمن
- Piers J. Sellers
- جی ویلیام سیکورا
- ترزا ونهوسر